# Munster GAA
Il Munster GAA, o Munster Council è uno dei quattro councils provinciali irlandesi, responsabile dell'organizzazione dei tornei provinciali sul proprio suolo e della promozione degli sport gaelici e delle tradizioni irlandesi nella provincia del Munster. Come Munster GAA sono conosciute anche le squadre di calcio gaelico ed hurling del Munster stesso. La zona sud-occidentale dell'isola è anche la più titolata a livello All-Ireland sia per quanto concerne l'hurling sia per il calcio gaelico.

## Contee
- Cork
- Clare
- Kerry
- Limerick
- Tipperary
- Waterford

## Stadi principali
- Semple Stadium
- Gaelic Grounds
- Páirc Uí Chaoimh

## Hurling

### Titoli
- Railway Cup: 44
  - 1928, 1929, 1930, 1931, 1934, 1937, 1938, 1939, 1940, 1942, 1943, 1944, 1945, 1946, 1948, 1949, 1950, 1951, 1952, 1953, 1955, 1957, 1958, 1959, 1960, 1961, 1963, 1966, 1968, 1969, 1970, 1976, 1978, 1981, 1984, 1985, 1992, 1995, 1996, 1997, 2000, 2001, 2005, 2007
- All-Ireland Senior Hurling Championship: 68
  - Cork: 1890, 1892, 1893, 1894, 1902, 1903, 1919, 1926, 1928, 1929, 1931, 1941, 1942, 1943, 1944, 1946, 1952, 1953, 1954, 1966, 1970, 1976, 1977, 1978, 1984, 1986, 1990, 1999, 2004, 2005
  - Tipperary: 1887, 1895, 1896, 1898, 1899, 1900, 1906, 1908, 1916, 1925, 1930, 1937, 1945, 1949, 1950, 1951, 1958, 1961, 1962, 1964, 1965, 1971, 1989, 1991, 2001
  - Clare: 1914, 1995, 1997
  - Limerick: 1897, 1918, 1921, 1934, 1936, 1940, 1973
  - Waterford: 1948, 1959
  - Kerry: 1891

## Calcio gaelico

### Titoli
- Railway Cup: 15
  - 1927, 1931, 1941, 1946, 1948, 1949, 1972, 1975, 1976, 1977, 1978, 1981, 1982, 1999, 2008
- All-Ireland Senior Football Championship: 46
  - Kerry: 1903, 1904, 1909, 1913, 1914, 1924, 1926, 1929, 1930, 1931, 1932, 1937, 1939, 1940, 1941, 1946, 1953, 1955, 1959, 1962, 1969, 1970, 1975, 1978, 1979, 1980, 1981, 1984, 1985, 1986, 1997, 2000, 2004, 2006, 2007
  - Cork: 1890, 1911, 1945, 1973, 1989, 1990
  - Tipperary: 1889, 1895, 1900, 1920
  - Limerick: 1887, 1896

## Competizioni tra contee
- Munster Senior Hurling Championship
- Munster Senior Football Championship
- Munster Minor Hurling Championship
- Munster Minor Football Championship
- Munster Under-21 Hurling Championship
- Munster Under-21 Football Championship
- Munster Intermediate Hurling Championship
- Munster Junior Hurling Championship
- Munster Junior Football Championship
- McGrath Cup

## Competizioni di club
- Munster Senior Club Hurling Championship
- Munster Senior Club Football Championship
- Munster Intermediate Club Hurling Championship
- Munster Intermediate Club Football Championship
- Munster Junior Club Hurling Championship
- Munster Junior Club Football Championship

## Titoli provinciali
- Hurling: Cork (50)
- Calcio gaelico: Kerry (73)